# Volodymyr Viatrovytj
Volodymyr Viatrovytj (ukrainska: Володи́мир В'ятро́вич) född 7 juli 1977 i Lviv, Ukrainska SSR, Sovjetunionen, är en ukrainsk nationalistisk historiker och filosofie doktor.
Viatrovytj var chef för Institutet för nationellt minne i Ukraina (UINM) från den 25 mars 2014 till den 18 september 2019. Han invaldes som ledamot av Ukrainas parlament den 12 november 2019 för partiet Europeisk Solidaritet.
Som historiker har Viatrovytj fått kritik för att skönmåla delar av Ukrainas historia, bland annat antisemitism och samarbetet med Nazityskland under andra världskriget. Detta bidrog till att han den 18 september 2019 fick lämna sin chefspost för UINM, där president Volodymyr Zelenskyj angett en förändrad inriktning för UINM. Zelenskyj har bland annat ifrågasatt en okritisk bild av nationalistiska krigshjältar som Stepan Bandera.